# Macrocentrus homonae
Macrocentrus homonae är en stekelart som beskrevs av Nixon 1938. Macrocentrus homonae ingår i släktet Macrocentrus och familjen bracksteklar. Inga underarter finns listade i Catalogue of Life.